# Mon mari a disparu
 (octobre 2016).
Si vous disposez d'ouvrages ou d'articles de référence ou si vous connaissez des sites web de qualité traitant du thème abordé ici, merci de compléter l'article en donnant les références utiles à sa vérifiabilité et en les liant à la section « Notes et références ».
Pour plus de détails, voir Fiche technique et Distribution.
Mon mari a disparu (Marriage of lies ou Presumed) est un téléfilm américain réalisé par Danny J Boyle, diffusé le 30 septembre 2016 sur TF1.

## Synopsis
À la suite d'une fausse couche, Rachel Wilson sort d'une longue dépression grâce à son mari, Tye, et sa fille, Ella. Un soir, son mari ne rentre pas à la maison pour le dîner. Cependant, elle pense qu'il n'y a rien de sérieux, qu'il a besoin de s'isoler un peu après le récent décès de sa mère et qu'il va réapparaître à tout moment. Sans nouvelle de ce dernier depuis deux jours, sa meilleure amie Jessica, la pousse à prévenir la police. Lorsque l'enquête débute, les lieutenants Fergusson et Roper découvrent que Tye Wilson, qui est enseignant dans un lycée, est très populaire, apprécié et respecté par ses élèves et ses collègues, tout le monde le décrit comme un homme charmant, extrêmement bien organisé. Rachel confie à la police qu'ils forment un couple parfait, mais ne trouvant pas d'ennemis voulant lui nuire, elle devient la suspecte numéro un dans la disparition de son mari. Afin de prouver son innocence, elle fouille dans le passé de Tye et découvre qu'il pourrait avoir une liaison et avoir orchestré son propre enlèvement dans le but de la piéger et de vivre avec sa maîtresse.

## Fiche technique
- Titre : Mon mari a disparu
- Titre original : Marriage of lies ou Presumed
- Réalisation : Danny J Boyle
- Scénario : Brian D Young - Matt Hamilton
- Musique : Chris Forsgren
- Année de production : 2016
- Société de production : Marvista Entertainment - Cartel Picture - Lifetime
- Pays d'origine :  États-Unis
- Durée : 90 minutes

## Distribution
- April Bowlby (VF : Nathalie Spitzer) : Rachel Wilson
- Faith Graham (VF : Maryne Bertieaux) : Ella
- Brody Hutzler (VF : Stéphane Pouplard) : Tye Wilson
- Virginia Williams (VF : Virginie Kartner) : Jessica
- Marcia Ann Burrs (VF : Catherine Artigala) : DeeDee (la voisine)
- Corin Nemec (VF : Eric Aubrahn) : Gus (Lieutenant Fergusson)
- Zachary Garred (VF : Emmanuel Lemire) : Lieutenant Roper
- Warren Sweeney (VF : Emmanuel Gradi) : Principal Turner
- Jimmy Deshler (VF : Gabriel Bismuth-Bienaimé) : Billy Turner
- Madison Iseman : Kinna
- Monique Green (VF : Elsa Bougerie) : Brittany
- Ryan Bittle : Dylan
- John Griffin (VF : Jérémy Bardeau) : Jack
- Laura Jean Salerno : Alexa
- Eric Scott Woods (VF : Marc Bretonnière) : Trafford